# Jediraad
De Jediraad (Jedi Council) is een machtsorgaan in de Star Wars-saga. De Jediraad is te zien in Episode I, II en III en in de animatiefilm en serie Star Wars: The Clone Wars. De Jediraad heeft zijn hoofdkwartier in de imposante Jeditempel op de planeet Coruscant in de hoogste toren. 
De Jediraad bestaat uit 12 leden, die allemaal Jedimeester moeten zijn. De enige uitzonderingen werden gemaakt voor Anakin Skywalker (in Episode III) onder druk van de Kanselier en Ki-Adi-Mundi in episode I. De Jediraad was het belangrijkste contactpunt tussen de Galactische Senaat en de Jedi-orde.

## Functie
Deze Orde werd in de periode waarin de saga zich afspeelt, geleid door Yoda en Mace Windu, twee uitermatige krachtige en oude Jedi. Naast deze twee permanente leden zijn er nog drie permanent, vier voor lange termijn en drie voor de korte termijn. De belangrijkste taak van de raad is, behalve het uitwisselen van informatie met de Senaat, het beslissen van wanneer een Padawan klaar is om een Jedi te worden, en wanneer die Jedi eventueel Meester kan worden. Ook beslissen zij wie welke missie krijgt, of waarom iemand anders niet. Tijdens de Kloonoorlogen coördineerden zij ook de Kloonlegers en werd hun belangrijkste taak het leiden van de troepen.

## Leden
- Tijdens Episode I: Mace Windu & Yoda (leiders van de Raad), Adi Gallia, Plo Koon, Ki-Adi-Mundi, Yaddle, Yarael Poof, Eeth Koth, Even Piell, Oppo Rancisis, Depa Billaba en Saesee Tiin.

- Tijdens Episode II: Mace Windu & Yoda (leiders van de Raad), Adi Gallia, Plo Koon, Ki-Adi-Mundi, Shaak Ti, Coleman Trebor, Eeth Koth, Even Piell, Oppo Rancisis, Depa Billaba en Saesee Tiin.
- Tussen Episode II en Episode III beginnen de Kloonoorlogen en sterven een aantal leden van de Raad: Coleman Trebor, Adi Gallia, en Oppo Rancisis. Depa Billaba raakt in een coma en Even Piell wordt vermist.
- Tijdens Episode III: Mace Windu & Yoda (leiders van de Raad), Kit Fisto, Plo Koon, Ki-Adi-Mundi, Stass Allie, Agen Kolar, Obi-Wan Kenobi, Coleman Kcaj en Saesee Tiin.

## Lot van de Jediraad
Halverwege Episode III wordt Anakin Skywalker onder druk van de Kanselier toegelaten in de Raad. Aan het einde van Episode III voeren de Clone Troopers het befaamde Bevel 66 uit en doden alle Jedi die ze kunnen vinden. Ondertussen komt Darth Vader samen met een groot aantal Klonen naar de Tempel en vermoordt daar alle aanwezige Jedi. Vele Jedi zijn verrast doordat Anakin zich nog maar net heeft bekeerd tot de Sith en de Jedi daarvan niets afweten. Darth Vader maakt gebruik van deze verwarring. Zijn verraad is des te groter. Er zijn jonge Jedi kinderen die zich verschuilen achter de stoelen van de Jediraad en komen tevoorschijn als ze Anakin zien. Maar Darth Vader toont geen genade. Zelfs de kinderen laat hij niet in leven.
De twee belangrijkste overlevenden van de Jediraad zijn Obi-Wan Kenobi en Yoda. Zij ontsnappen met behulp van Senator Bail Organa maar vechten beiden nog een duel uit: Meester Yoda zal de Keizer (of Darth Sidious) aanvallen maar niet verslaan en Obi-Wan vecht het duel uit met Anakin/Darth Vader op Mustafar. De twee gaan in ballingschap waar Obi-Wan de zoon van Anakin, Luke Skywalker opleidt tot een Jedi. 
De Jediraad is niet meer.